# Бойченко Валерій Петрович
Вале́рій Петро́вич Бо́йченко (3 травня 1941, Снігурівка — 25 березня 2011, Миколаїв) — український поет, перекладач, публіцист, педагог, краєзнавець, громадський діяч.

## Біографія
Народився 3 травня 1941 р. в с. Снігурівка (тепер місто) на Миколаївщині.
Закінчив середню школу в м. Херсон. Працював на судноремонтному та комбайновому заводах. В 1965 році закінчив факультет іноземних мов Львівського університету (романо-германська філологія). По закінченні університету викладав англійську мову в школі-інтернаті в м. Душанбе (Таджикистан). Після повернення в Україну викладав у Херсонському мореходному училищі, Херсонському індустріальному інституті. Згодом переїжджає до Миколаєва. Викладав англійську мову в Миколаївському державному педагогічному інституті імені В.Г.Бєлінського. Викладав літературне краєзнавство, очолював редакційно-видавничий відділ у Миколаївському інституті післядипломної педагогічної освіти.
Трагічно помер 25 березня 2011 року. Похований у Миколаєві.

## Громадська діяльність
Член Спілки письменників України (1976). Двічі обирався головою Миколаївської обласної організації Спілки письменників України. Був відповідальним секретарем Миколаївської організації Спілки письменників України. Очолював літературне об'єднання «Стапель» при Чорноморському суднобудівному заводі - найдавніше літературне об'єднання на теренах колишнього СРСР.
В. П. Бойченко — серед фундаторів перших неформальних організацій на Миколаївщині часів відродження Незалежності. З 1989 р. по 1998 р. був першим головою, потім співголовою Миколаївської крайової організації Всеукраїнського товариства «Просвіта», у 2000 р. був обраний головою Миколаївської міської організації цього товариства. Член товариства «Меморіал», а також член Києво-Могилянського братства. У 1988–1989 рр. очолював Миколаївську екологічну організацію «Зелений світ», а також Миколаївське міське товариство української мови. Він - голова редколегії просвітницької газети «Аркасівська вулиця».
Учасник всеукраїнських конференцій багатьох організацій. Делегат Всесвітнього Конгресу українців. Був учасником кількох всесоюзних та міжнародних Шевченківських свят, міжнародного Шевченківського форуму "Від серця Європи - до серця України" на теплоході "Маршал Рибалко" (від Одеси до Києва, 1989).

## Літературна діяльність
В.П.Бойченко почав друкувати поезії, переклади, публіцистичні і краєзнавчі статті в херсонській пресі на поч. 1960-х рр.
Поетичний дебют В.Бойченка відбувся на сторінках альманаху „Вітрила-70-71” (1971). Автор збірок поезій «Іскри», «Сонячні кола», «Поліття», «Багряні колони», «Широти», «Світлі ріки», «Доброта», «Птахи над полум'ям», «Правий берег», «Не повториться мить», книжки для дітей «Який широкий світ!».
В.Бойченко переклав дві збірки англійської та американської поезії для дітей: "У мене курочка була" (1973) та "Зроду ще такого я не бачив!" (1975).
У його перекладі вийшли також повість американського письменника В.Джеймса "Димок" та роман англійського письменника Р.-Л.Стівенсона "Корабельна катастрофа".

## Краєзнавча діяльність
В.П.Бойченко — автор понад 100 краєзнавчих статей і публіцистичних нарисів. Він - упорядник книги "З історії словесності Південного Прибужжя" (2005, додатк. наклад - 2006), упорядник та автор хрестоматії у 2-х ч. "Миколаївщина в історії України" (2009). Автор та телеведучий програми "Основи" на Миколаївському телебаченні.
Автор сценарію фільму "Думи мої" (друга премія обласного конкурсу сценарію до 200-річчя Миколаєва, 1989). Він — ініціатор і співавтор унікального видання "Шевченківський енциклопедичний словник Миколаївщини" (2014).
За його наполягання в Миколаєві встановлено меморіальну дошку Тарасу Шевченку на приміщенні Центрально-Миколаївського військкомату по вул. Шевченка.

## Нагороди
Лауреат обласної премії імені М. Аркаса 1997 року в номінації «Просвітницька діяльність» та літературної премії імені Павла Тичини.
У 2008 році присуджено Всеукраїнську літературну премію ім. Олександра Олеся за поетичну збірку «Книга Леля».
Нагороджений почесними знаками громадських організацій: Українського фонду культури "За подвижництво в культурі", ВУТ "Просвіта" імені Тараса Шевченка "Будівничий України", почесною відзнакою НСПУ.

## Вшанування пам'яті
У містах Новий Буг та Снігурівка існують вулиці Валерія Бойченка.
На фасадах Центральної районної бібліотеки у м. Снігурівка та Миколаївського обласного інституту післядипломної педагогічної освіти встановлено меморіальні дошки.
З ініціативи Миколаївської обласної організації Народного Руху України проводиться щорічний конкурс сучасної української патріотичної поезії імені Валерія Бойченка (з 2015 р.).

## Основні твори
- Вірші // Южная правда. — 2001. −3 мая
- Доброта : Поезії. — Одеса: Маяк, 1987. — 127с.
- Запорозький Гард ; Крик трави; Вулиця Потьомкінська; Храм; Синє небо і пшеничне поле біля готелю; Мертва криниця // Література рідного краю: Посібник-хрестоматія. — Миколаїв, 2003. — С.157 — 163.
- З нової книги: В Очакові; Холодна весна; Схилом угору // Веч. Николаев. — 2001. — 28апр.
- З нової книги : Музейний трельяж; Шевченко над Бугом // Рідне Прибужжя. — 2001. — 17трав.
- Не повториться мить : Поезії та переклади / В.Бойченко. — Миколаїв: МФ НаУКМА, 2001. — 203 с.
- Правий берег : Лірика. — К.: Дніпро. — 1991. — 203 с.
- Птахи над полум'ям : Поезії. — К.: Рад. письменник, 1989. — 108 с.
- Світлі ріки: Лірика. — К.: Рад. письменник, 1984. — 134 с.
- Який широкий світ: Вірші. — Одеса: Маяк, 1989. — 40 с.: іл.